# Рейн II

Фотографія Рейн II

Рейн II (нім. Rhein II) — фотографія, зроблена німецьким художником Андреасом Гурскі в 1999 році. У 2011 році знімок був проданий на аукціоні за $ 4,3 мільйона (тоді £ 2.7 млн), що робить його найдорожчою фотографією, що коли-небудь була продана.
Фотографія була зроблена як друга (і найбільша) з набору шести зображень Рейну. У зображенні Рейн тече горизонтально по всьому полю зору, поміж зеленими полями, під похмурим небом.
Сторонні деталі, такі як собаки і будівлі заводу були видалені художником цифровим способом. Виправдовуючи цю маніпуляцію з зображенням, Гурскі сказав: «Як не парадоксально, цей пейзаж Рейну не може бути отриманий на місці, доробка була необхідна, щоб забезпечити точний образ сучасної ріки». Гурскі зробив дуже великий хромогенний кольоровий відбиток, змонтував його на акрилове скло, а потім помістив його в рамку.
Фотографія була спочатку придбана Галереєю Моніки Шпрюх (нім. Galerie Monika Sprüth) в Кельні, а потім куплена анонімним німецьким колекціонером. Колекціонер продав відбиток на аукціоні Крісті в Нью-Йорку  8 листопада 2011, який оцінив, що це може досягти ціни в $ 2,5-3.5 млн. Знімок фактично був проданий за $ 4 338 500 (тоді близько £ 2,7 млн). Особу покупця не було оприлюднено.
Робота була описана письменником мистецтва Florence Waters в британській газеті «The Daily Telegraph» (за допомогою першої особи) як «яскрава, красива і пам'ятна — Я повинна сказати, незабутнє — сучасне завихрення на […] романтичний пейзаж», а також журналістом Маєв Кеннеді (англ. Maev Kennedy) в іншій британській газеті The Guardian як «брудний образ сірого Рейну під сірим небом».